# 名浜道路
名浜道路（めいひんどうろ）は、愛知県常滑市から蒲郡市を結ぶ、自動車専用道路として計画されている道路である。地域高規格道路の計画路線に指定されている。三河地方から中部国際空港アクセス路線として計画中である。

## 概要
- 起点：愛知県常滑市
- 終点：愛知県蒲郡市
- 延長（概略）：約40 km

## 歴史
- 1998年（平成10年）6月16日：地域高規格道路の候補路線に指定。
- 2007年（平成19年）3月30日：碧南市 - 幸田町間約21kmが調査区間に指定。

## 構想されている接続道路
- 名豊道路（国道23号岡崎バイパス・蒲郡バイパス）
- 知多中央道路（知多半島道路：半田中央ジャンクション）
- E87 知多横断道路（半田中央ジャンクション）
- 西知多道路